# Christopher Malcolm
Christopher Malcolm (Aberdeen, 19 de agosto de 1946 — 15 de fevereiro de 2014) foi um ator e produtor teatral escocês. Cresceu na Colúmbia Britânica (Canadá) e morava em Londres. É conhecido do grande público pelo papel de Zev Senesca em Star Wars Episode V: The Empire Strikes Back ("Star Wars Episódio V: O Império Contra-Ataca").

## Filmografia
| Ano       | Título                                       | Papel                             | Observações                      |
| --------- | -------------------------------------------- | --------------------------------- | -------------------------------- |
| 1969      | The Desperados                               | Gregg                             |                                  |
| 1969      | Strange Report                               | Sloane                            | 1 episódio                       |
| 1970      | Figures in a Landscape                       | Helicopter observer               |                                  |
| 1971      | Welcome to the Club                          | Pvt. Henry Hoe                    |                                  |
| 1972      | The Adventures of Barry McKenzie             | Sean                              |                                  |
| 1972      | The Protectors                               | Malloy                            | 1 episódio                       |
| 1974      | Disneyland                                   | Jock                              | 3 episódio                       |
| 1975      | Thriller                                     | Hank                              | 1 episódio                       |
| 1975      | The Spiral Staircase                         | Policeman                         |                                  |
| 1976      | Second Verdict                               | Mullaly                           | 1 episódio                       |
| 1977      | Raffles                                      | Barney Maguire                    | 1 episódio                       |
| 1978      | Force 10 from Navarone                       | Rogers                            |                                  |
| 1979      | The Great Riviera Bank Robbery               | Serge                             |                                  |
| 1980      | Star Wars Episode V: The Empire Strikes Back | Zev Senesca (Rogue 2)             |                                  |
| 1980      | Oppenheimer                                  | Steve Nelson                      | minissérie                       |
| 1980      | Play for Today                               | Matt                              | 1 episódio                       |
| 1981      | The Dogs of War                              | Baker                             |                                  |
| 1981      | Ragtime                                      | Police captain #2                 |                                  |
| 1981      | Reds                                         | C.L.P. Party Member               |                                  |
| 1981      | Shock Treatment                              | Vance Parker (como Chris Malcolm) |                                  |
| 1982      | We'll Meet Again                             | MSgt. Joe 'Mac' McGraw            | série de TV (todos os episódios) |
| 1982      | Beau Geste                                   | Hank                              | minissérie                       |
| 1983      | Only Fools and Horses                        | Chief of security/Mad axeman      | 1 episódio                       |
| 1983      | Superman III                                 | 1st Miner (como Chris Malcolm)    |                                  |
| 1984      | Lassiter                                     | Quaid                             |                                  |
| 1984–1990 | The Comic Strip Presents...                  | Cafe Owner/Brother-in-law         | 2 episódio                       |
| 1985      | King David                                   | Doeg                              |                                  |
| 1985      | Rustlers' Rhapsody                           | Jud                               |                                  |
| 1985      | Spies Like Us                                | Jumpmaster                        |                                  |
| 1986      | Highlander                                   | Kirk Matunas                      |                                  |
| 1986      | Labyrinth                                    | Father                            |                                  |
| 1986      | Whoops Apocalypse                            | Gallagher                         |                                  |
| 1987      | The Moneymen                                 | Samson                            | TV                               |
| 1987      | Pulaski                                      | Tony                              | One TV episode                   |
| 1992-2011 | Absolutely Fabulous                          | Justin                            | Mais de 10 episódios (1992-2011) |
| 1994      | Lovejoy                                      | Texas Greenberg                   | 1 episódio                       |
| 1996      | Over Here                                    | Murphy                            | TV                               |
| 2007      | Daphne                                       | Nelson Doubleday                  | TV                               |